# 莫文蔚
莫文蔚（英語：Karen Joy Morris；藝名Karen Mok，1970年6月2日—），香港女歌手、演員，被譽為「亞洲天后」。出生成長於香港，1993年在香港娛樂圈出道。1997年至臺灣推出首張國語唱片《做自己》，其後以國語流行音樂市場為主攻，在芸芸香港歌手中甚為罕見。至今已發行超過30張專輯，參演50部電影，以及舉行超過130場個人演唱會，其中於中國大陸舉辦演唱會場次達至100場，為全港第二位突破100場的女藝人。曾獲得中國大陸、香港、臺灣、韓國、新加坡等地所頒的女歌手獎項，包括：金曲獎最佳國語女歌手、Mnet亞洲音樂大獎最佳亞洲藝人。在電影方面，她憑《墮落天使》奪得香港電影金像獎最佳女配角、香港電影金紫荊獎最佳女配角；為香港首位雙料女配角獎項得主（同一電影獲兩個最佳女配角獎項），憑《食神》獲金像獎、金馬獎最佳女主角提名，以及憑《老港正傳》入圍金雞獎最佳女配角；為港台首批女演員達成華語電影三金（金雞獎、金馬獎、金像獎）表演獎入圍大滿貫。她亦被六次提名香港電影評論學會大獎最佳女演員。
莫文蔚以香港女歌手身份在華語流行樂壇創下多項紀錄，她是首位奪得台灣金曲獎「最佳國語女歌手獎」、「最佳國語專輯獎」的香港女歌手；亦是首位兩度奪得「金曲歌后」的香港女歌手。她也是首位香港女歌手贏得南韓的「Mnet亞洲音樂大獎最佳亞洲藝人」。在全球華人地區獲得的重要音樂獎項包括「全球華語音樂榜中榜最佳女歌手」、「全球流行音樂金榜年度最受歡迎女歌手」、中國內地的「華語音樂傳媒大獎最佳國語女歌手」、香港的「CASH金帆音樂獎最佳女歌手演繹」、新加坡的「新加坡金曲獎最佳演繹女歌手 」等等。她亦曾入圍「MTV音樂錄影帶大獎 - 國際觀眾選擇獎（國語歌曲）」。
專輯方面，她發行過13張國語大碟，是在香港出道的女歌手當中數量最多。演唱會方面，她是唯一於臺北小巨蛋五度舉行個唱的香港女歌手，成為該場館開唱最多場次的香港女歌手。2016年4月於義大利及西班牙舉行《看看世界巡迴演唱會》，成為首位於此地開個唱的華人歌手。2024年，莫文蔚成為首位於北京鳥巢舉行巡演的華人女歌手；同年成為首位於中國容量人數最大的體育場杭州奧體中心體育場舉行個唱的香港歌手。截至2024年，她在香港以外的演唱會總場數突破120場，為香港女歌手前三名；共超過40場體育場演唱會，為香港女歌手第二位。2025年，登上全球演唱會最高累計票房十大華語流行女歌手之一。
莫文蔚曾以〈透視〉奪得四台冠軍。2020年，莫文蔚推出粵語單曲〈呼吸有害〉，成為全港首支五台冠軍歌。翌年先後於2020年度叱咤樂壇流行榜頒獎典禮、第四十三屆十大中文金曲及2020年度勁歌金曲頒獎典禮中分別獲得「叱咤樂壇至尊歌曲大獎」、「全球華人至尊金曲獎」及「勁歌金曲頒獎典禮金曲金獎」，三個獎項皆為該頒獎禮內歌曲獎的最高榮譽；亦是該年度唯一四台歌曲獎大滿貫的單曲作品。
踏入音樂數位發行年代，莫文蔚於KKBOX風雲榜成為首位女歌手奪得台灣、香港兩地十大風雲歌手；為少數能成功橫跨實體唱片及數位發行時代的歌手。2023年，登上Spotify全球最多串流收聽次數十大華語流行女歌手之一。

## 生平

### 簡介
莫文蔚的父親是一半華人、一半威爾士人，母親是一半華人、四分之一德國人，和四分之一伊朗人。祖父是英皇书院的首位校长莫理士。莫文蔚能流利地使用五種語言（粤语、英語、法語、中文和意大利語）。她於香港拔萃女書院以二A（英語及家政）的香港中學會考成績中五畢業，亦有5科考獲B級成績。並曾獲頒第一屆「香港傑出學生獎」。後來她獲得兩年獎學金到意大利亞得里亞海聯合世界書院就讀高中，隨後到英國倫敦大學皇家哈洛威學院，主修義大利語和義大利文學。
莫文蔚在大學期間為音樂人雷頌德擔任Demo主音，其後被星光唱片發掘而回到香港進入娛樂圈，於1993年發行首張粵語專輯出道。然而莫文蔚初步在香港歌坛的發展過程并不顺利，頭兩張廣東唱片的銷量成績皆慘澹，但在兩張專輯發行相隔三年期間遇上周星驰，得以拍攝其电影並擔演女主角。其後在引薦之下於1997年至台灣發行國語專輯，開始凭《他不爱我》、《爱情》、《阴天》、《忽然之间》、《盛夏的果实》等多首歌曲於華語樂壇擁有一定聲量，從而平穩出片發展。

### 電影成就
- 莫文蔚至今共出演50部影片，領銜主演超過40部電影。
- 參演電影當中，香港超過20部錄得過千萬票房。個人領銜主演電影票房突破3.6億，包括：2024年香港華語電影總票房季軍的：《焚城》，1996年、2005年香港華語電影總票房亞軍的《食神》、《童夢奇緣》和1999年香港華語電影票房總冠軍的《喜劇之王》。中國大陸領銜主演電影票房達5億，包括：2014年的《催眠大師》。
- 提名：金像獎、金馬獎、香港電影評論學會大獎 - 最佳女主角、最佳女演員，合共9次
- 提名：金像獎、金紫荊獎、金雞獎、百花獎、華鼎獎、澳門國際電影節 - 最佳女配角，合共9次
其中，憑電影《老港正傳》，成為首位入圍中國電影金雞獎最佳女配角的香港女演員。
其中，憑電影《墮落天使》，榮獲：金像獎、金紫荊獎最佳女配角。
- 中國電影網 - 2007年盤點内地最具影响力之十大香港女演员[10]
香港 1997年-2007年 十大最高票房女演员 - 第6位
- 領銜主演的電影：《西遊記第壹佰零壹回之月光寶盒》、《西遊記大結局之仙履奇緣》雙雙打入《香港電影資料館》- （1916年至1999年）百部不可不看的香港電影[11]
- 參演由華特迪士尼影片發行的電影《環遊世界八十天》
- 其主演的泰國電影《棺材 (电影)（英语：The Coffin (film)）》，打破泰國驚慄片在新加坡的首周票房紀錄，在泰國及新加坡均成功登上票房榜首。[12]
- 擔任：1997年第一屆韓國富川國際奇幻電影節、2001年第四屆多維爾亞洲電影節、2002年第二屆馬拉喀什國際影展評審委員
- 2012年擔任基努·里维斯個人首部執導電影《太極俠》的女主角，於2013年全球公映。
- 2014年擔任第一女主角的電影《催眠大師》票房突破2.7億，為莫文蔚個人票房紀錄最高。

### 音樂成績
- 莫文蔚迄今以13張國語專輯的數量，成為在香港出道發行過最多中文大碟的女歌手。[13]
- 她是首位通過中國移動發行數位專輯《回蔚》，也是通過騰訊數位發行《我們在中場相遇》的香港女歌手。《我們在中場相遇》於數位平台銷量突破18萬張、QQ音樂4週冠軍。
- 2013年推出首張英語專輯《Somewhere I Belong》，成為首位在itunes全球同步發行的華人歌手。[14]更於英國倫敦最富傳奇性的爵士會所Ronnie Scott's《朗尼史葛爵士樂俱樂部》現場演繹專輯中的歌曲，成為第一位在此演出的華人歌手。[15]
- 她入選中華音樂人交流協會年度十大專輯高達5次，為香港女歌手第二，僅次於6次獲選的王菲。其中《十二樓的莫文蔚》在其企劃製作的台灣流行音樂200最佳專輯1993-2005年百大專輯排名第60，與王菲、林憶蓮成為唯三入選的香港女歌手。[16]
- 金曲獎提名及獲獎：
  - 她迄今一共入圍最佳國語女歌手獎高達7次，為香港女歌手之冠。2003年憑專輯《i》首次奪獎，亦是首位贏得台灣金曲獎的香港女歌手。2011年憑專輯《寶貝》再度獲獎，成為首位二度獲得該獎香港女歌手（後來林憶蓮追平此紀錄）。
  - 她入圍過最佳國語專輯獎高達6次，為提名次數最多的香港女歌手。並於2007年以首次擔任音樂監製的專輯《拉活…》獲獎，也成為首位獲頒此獎的香港女歌手。
  - 截至2019年，莫文蔚以9張專輯入圍共35項、獲獎9項；兩者均為香港女歌手之最。
- 其他獎項：全球華語音樂榜中榜- 亞洲影響力最受歡迎歌手、第18屆新加坡金曲獎- 亞洲風雲人物大獎、東方風雲榜- 亞洲年度傑出歌手、2017年Mnet亞洲音樂大獎- 最佳亞洲藝人獎（英语：Mnet Asian Music Award for Best Asian Artist）（國語）、音樂風雲榜- 十年最具影響力音樂人物（港台）、亞洲音樂節- 亞洲最佳女歌手獎（中國）[17]
- 演唱會：
  - 莫文蔚至今總共舉辦7次巡迴演唱會與超過10場非巡迴演唱會，場數突破120場。自2005年的《極度莫文蔚巡迴演唱會》起，莫文蔚均擔任每次演唱會的「創意總監」。
  - 她是首位五度於臺北小巨蛋、三度於上海虹口足球場舉行個人演唱會的香港女歌手。其中《絕色莫文蔚25周年世界巡迴演唱會》上海站打破女歌手於該場地之入場人數，突破25000人。[18]
  - 《莫後年代莫文蔚20周年巡迴演唱會》重慶站最高票價為人民幣3680，刷新當時華語女歌手最高票價紀錄。
  - 首位華人歌手於意大利及西班牙舉行演唱會。
  - 《絕色莫文蔚25周年世界巡迴演唱會》總場數高達48場，為莫文蔚單輪巡演場數最高。
  - 2019年10月12日，《絕色莫文蔚25周年世界巡迴演唱會》於海拔3,646米高的西藏拉薩體育中心舉行，吸引逾萬觀眾入場，在「健力士世界紀錄」認證官的見證下，成功成為首位在世界最高海拔舉行大型售票演唱會的歌手。[19]
  - 截至2019年，她是於中國大陸舉行最多場次的香港女歌手，一共90場。
  - 2024年6月15日，她成為首位於北京鳥巢舉行個人演唱會的流行女歌手。
  - 2025年，她在中國大陸舉辦演唱會場次達100場，為全港第二位突破100場的女藝人。

### 其他
- 音樂劇：莫文蔚是領銜百老匯熱門音樂劇《吉屋出租》十周年全球巡演的首位亞洲藝人。[20]
- 2007年，其歌曲《廣島之戀》於台北之音FM107.7的「百首經典對唱歌曲票選活動」中以20011票拿下冠軍。[21]
- 2008年，憑獨特氣質及精通多國語言，與美國創新藝人經紀公司（CAA）簽約，和大衛·貝克漢、布萊德·彼特等國際巨星同門，為首位香港女藝人加盟該大型國際經理人公司。美國電影雜誌《好萊塢報導》更形容她是「亞洲最成功的女演員」之一。[22]
- 2008年，北京奧運的倒數奧運100天晚會、開幕式及閉幕式均有文藝表演，與容祖兒為僅有兩位參演的香港女歌手。湖北省宜昌市 - 第159棒火炬手，唯一於中國大陸境內擔任火炬手的香港藝人。[23]
- 2010年，獲2010年亞洲運動會 - 廣州亞組委頒發了「亞運歌手」的榮譽證書，為亞運錄制歌曲。[24]同年登上亞運特別版「賀新春」四人版郵票《天涯共此時》，中國郵政乃首次為港臺及海外藝人發行的專屬郵票，莫文蔚則成為唯一及首位香港代表。[25]
- 首位於《騰訊微博》擁有過千萬聽眾的香港藝人[26]，更於2011年8月突破二千萬，獲封人氣天后[27]，其聽眾穩固藝人第一位[28]。
- 2010年、2011年、2012年，連續三年打入富比士雜誌 - 中國百大名人權力榜，分別排名：第62、第47位、第55位。
2011年、2012年排名更是連續兩年香港女（歌手、演員）類別第一位，成績驕人。
- 2017年，莫文蔚獲太古匯及维多利亚和阿尔伯特博物馆 Victoria and Albert Museum, London 的邀請，參與《鞋履：樂與苦展覽》亞洲巡迴展覽，展出來自全球各地超過140雙鞋子。展覽中有五大主題，其中「癡迷的對象」有莫文蔚提供的14雙私人收藏的展出。[29]
- 2018年，莫文蔚重返索尼音樂娛樂，並合作成立「Mok-A-Bye Baby Records」，成為首位與國際唱片公司聯手創辦音樂廠牌的華人歌手。[30]
- 2018年接受訪問時，表示2007年所推出的國語大碟《拉活…》對她特別有意義，幸好這張大碟贏得當年的金曲獎，對她來說，甚是鼓舞[31]；亦表示自己好開心可以做到《全身莫文蔚》這張廣東專輯，因這張唱片不論歌曲還是形象都和過往的自己不一樣[32]。
- 莫文蔚於現實生活中是位堅定的動物保護者，並深知“皮毛是屬於動物自己的，而不是我們的”。因抵制皮草，莫文蔚曾當選善待动物组织 （页面存档备份，存于）發佈的“最佳著裝藝人”。
- 獨特個性、百變形象、飄逸長髮和標誌纖細修長的美腿讓莫文蔚成為亞洲最受歡迎的廣告明星之一，知名品牌包括：佳能IXUS系列、百雀羚、Neutrogena、卡帕 (公司)、凱迪拉克、鐵達時、周大福珠寶、SK-II、 佳潔士、資生堂、戴比爾斯、Lee、博士倫、正官庄、視康、施华蔻、玉泉汽水、Cartier、希思黎（英语：Sisley (company)）、清揚、大話西遊Online II、Movado（英语：Movado）、豐田Yaris、山葉發動機、麗仕、OTO、蜜絲佛陀、雅詩蘭黛、Levi's、蒙牛集團、飛狼、嬌蘭、施華洛世奇等等。
- 她亦是亞洲首位發行個人香水和內衣系列的藝人。其後，她亦與不同品牌合作，推出牛仔褲、鞋履、服裝系列，於2016年開始與意大利著名鞋履品牌Rucoline合作推出個人設計系列，2017年更與國際知名品牌REPLAY聯乘合作推出膠囊系列。莫文蔚亦時常參加各類慈善活動，尤其是與兒童福利和動物權益有關的活動。目前她是聯合國兒童基金會、防止虐待動物協會和亞洲動物基金的大使。2018年與家人創立莫理士愛心慈善基金，主要幫助兒童持續學習及爭取動物權益為宗旨。[33]
- 2021年6月，莫文蔚在音樂串流平台Spotify「EQUAL Global Music Program」企劃中，獲選為該月份的台灣代表，肖像登在美國紐約時代廣場屏幕上。[34]

## 個人生活
- 1994年與周星馳因拍《大話西遊》而結識。其後兩人開始有單獨約會，繼而交往，1998年分手。
- 因好友張國榮1997年首次執導拍戲，邀請莫文蔚和馮德倫合作。雖然最後電影未能成事，但兩人後來在1999年相戀。2007年底莫文蔚在臺北的《拉活…》專輯新歌發表演唱會中，宣布當年初已與馮德倫分手。
- 2011年臺灣第22屆金曲獎，莫文蔚獲頒最佳國語女歌手獎時，在台上宣布將於年底與德籍初戀男友Johannes結婚。同年10月1日，兩人於義大利的酒莊正式舉行婚禮。

## 音樂作品
| - 做自己 (1997) - 我要說 (1998) - 你可以 (1999) - 就是莫文蔚 (1999) - 十二樓的莫文蔚 (2000) - i (2002) - X (2003) - 如果沒有你 (2006) - 拉活… (2007) - 回蔚 (2009) - 寶貝 (2010) - 不散,不見 (2014) - 我們在中場相遇 (2018) | - Karen (1993) - 全身莫文蔚 (1996) - 一朵金花 (2001) - The Voyage (2021) - Somewhere I Belong (2013) |  |

### 個人創作
莫文蔚在填詞方面主力於英語歌詞上，且全數為個人演唱作品效力，至今總數約10多首。她的首支全英語填詞作品是1997年的《Love Yourself》，及後數年均有參與填詞工作直至2002年。之後她開始嘗試作曲，首支作品收錄於2003年的國語大碟《X》，分別為《雙面》及《Love In The Present Tense》。而後2007年的《拉活…》及2010年的《寶貝》全碟作曲部份更由她一手包辦，其中2010年的《完美孤獨》及《寶貝》兩首歌曲，更分別被提名台灣金曲獎最佳作曲人及中國歌曲排行榜年度最佳作曲獎。

### 派台歌曲成績（香港區）
| 派台歌曲成績（四台）  | 派台歌曲成績（四台）        | 派台歌曲成績（四台） | 派台歌曲成績（四台） | 派台歌曲成績（四台） | 派台歌曲成績（四台） | 派台歌曲成績（四台）                                    | 派台歌曲成績（四台） |      |
| --------------------- | --------------------------- | -------------------- | -------------------- | -------------------- | -------------------- | ------------------------------------------------------- | --- | ---- |
| 唱片                  | 歌曲                        | 903                  | RTHK                 | 997                  | TVB                  | 備註                                                    | 備註 |      |
| 1993年                |                             |                      |                      |                      |                      |                                                         | |      |
| Karen                 | 原來......沒可能            | -                    | -                    | -                    | -                    |                                                         | |      |
| Karen                 | 來吧                        | 25                   | -                    | -                    | -                    |                                                         | |      |
| Karen                 | 這等待眼睛                  | 22                   | ×                    | -                    | -                    |                                                         | |      |
| 1995年                |                             |                      |                      |                      |                      |                                                         | |      |
| 全身莫文蔚            | 到了晚上                    | 27                   | ×                    | ×                    | ×                    | 叱咤903廣播劇《天空小說》插曲                           | 叱咤903廣播劇《天空小說》插曲 |      |
| 1996年                |                             |                      |                      |                      |                      |                                                         | |      |
| 全身莫文蔚            | 色情男女                    | 3                    | 5                    | -                    | -                    |                                                         | |      |
| 全身莫文蔚            | 情人看劍                    | 7                    | -                    | -                    | -                    |                                                         | |      |
| 1997年                |                             |                      |                      |                      |                      |                                                         | |      |
| 做自己                | Love Yourself 愛自己        | 1                    | -                    | -                    | -                    |                                                         | |      |
| 做自己                | 他不愛我                    | 16                   | 14                   | -                    | -                    |                                                         | |      |
| 1998年                |                             |                      |                      |                      |                      |                                                         | |      |
| 做自己                | 電台情歌                    | 17                   | -                    | 11                   | -                    |                                                         | |      |
| 我要說                | 真的嗎                      | 14                   | 3                    | 15                   | -                    |                                                         | |      |
| 我要說                | 堅強的理由                  | 16                   | -                    | -                    | -                    | 與伍佰合唱                                              | 與伍佰合唱 |      |
| 1999年                |                             |                      |                      |                      |                      |                                                         | |      |
| 回家                  | The Way You Make Me Feel    | -                    | 3                    | 1                    | -                    | 電影《喜劇之王》主題曲                                  | 電影《喜劇之王》主題曲 |      |
| 回家                  | 戀一世的愛                  | 17                   | 11                   | 4                    | -                    |                                                         | |      |
| 你可以                | 你可以                      | 4                    | 5                    | 4                    | -                    |                                                         | |      |
| 你可以                | 陰天                        | 1                    | 10                   | 6                    | -                    |                                                         | |      |
| 回家                  | 冷雨                        | 1                    | 2                    | ×                    | -                    | 《雙城故事》粵語版 翻唱錢錢作品                         | 《雙城故事》粵語版 翻唱錢錢作品 |      |
| 回家                  | 回家                        | 2                    | -                    | 11                   | -                    |                                                         | |      |
| 就是莫文蔚            | 愛我的請舉手                | 5                    | -                    | 8                    | -                    |                                                         | |      |
| 2000年                |                             |                      |                      |                      |                      |                                                         | |      |
| 就是莫文蔚            | 愈夜愈美麗                  | 9                    | -                    | -                    | -                    |                                                         | |      |
| 就是莫文蔚            | 忽然之間                    | 8                    | 4                    | 8                    | -                    |                                                         | |      |
| Karen Mok             | A Brand New Day             | 9                    | 11                   | 11                   | -                    |                                                         | |      |
| Karen Mok             | 北極光                      | 1                    | 8                    | 4                    | -                    | 《盛夏的果實》粵語版                                    | 《盛夏的果實》粵語版 |      |
| Karen Mok             | 婦女新知                    | 13                   | 13                   | -                    | -                    |                                                         | |      |
| 再生                  | 再生                        | -                    | -                    | 7                    | -                    |                                                         | |      |
| 十二樓的莫文蔚        | 懶得管                      | -                    | 10                   | 16                   | -                    |                                                         | |      |
| 十二樓的莫文蔚        | 兩個女孩                    | 9                    | -                    | 17                   | -                    |                                                         | |      |
| 2001年                |                             |                      |                      |                      |                      |                                                         | |      |
| 一朵金花              | 扇子舞                      | 8                    | -                    | -                    | -                    |                                                         | |      |
| 一朵金花              | 幻聽                        | 1                    | -                    | -                    | -                    |                                                         | |      |
| 一朵金花              | 冬至                        | 8                    | -                    | 16                   | -                    |                                                         | |      |
| 一朵金花              | 童年末日                    | 15                   | -                    | 5                    | -                    |                                                         | |      |
| 2002年                |                             |                      |                      |                      |                      |                                                         | |      |
| I                     | 愛                          | 3                    | 1                    | 2                    | 1                    |                                                         | |      |
| I（香港版）           | 誰是我的                    | 10                   | 10                   | 4                    | 6                    |                                                         | |      |
| 2003年                |                             |                      |                      |                      |                      |                                                         | |      |
| X                     | 透視                        | 1                    | 1                    | 1                    | 1                    | 首支四台冠軍歌                                          | 首支四台冠軍歌 |      |
| X                     | 看透                        | -                    | -                    | -                    | 3                    | 《透視》國語版                                          | 《透視》國語版 |      |
| X                     | You Are So Beautiful        | 19                   | -                    | 2                    | -                    |                                                         | |      |
| 2005年                |                             |                      |                      |                      |                      |                                                         | |      |
| 如果沒有你            | 眾生緣                      | 2                    | -                    | 2                    | -                    | 《天下大同》粵語版                                      | 《天下大同》粵語版 |      |
| 2006年                |                             |                      |                      |                      |                      |                                                         | |      |
| 如果沒有你            | 24 hrs                      | 3                    | 3                    | 2                    | -                    |                                                         | |      |
| 如果沒有你            | 手                          | -                    | -                    | -                    | 7                    |                                                         | |      |
| 2007年                |                             |                      |                      |                      |                      |                                                         | |      |
| 拉活...莫文蔚         | 日場夜場                    | 19                   | 14                   | -                    | -                    |                                                         | |      |
| 拉活...莫文蔚         | 其實我一直想對你說          | 13                   | 19                   | -                    | -                    |                                                         | |      |
| 2009年                |                             |                      |                      |                      |                      |                                                         | |      |
| 回蔚                  | 風從哪裡來                  | 2                    | -                    | -                    | -                    |                                                         | |      |
| 2010年                |                             |                      |                      |                      |                      |                                                         | |      |
| 回蔚                  | 溜溜的情歌                  | 12                   | -                    | -                    | -                    |                                                         | |      |
| 宝貝                  | 寶貝                        | 3                    | 13                   | -                    | -                    |                                                         | |      |
| 宝貝（香港版）        | 太多太多                    | 12                   | 12                   | 4                    | -                    |                                                         | |      |
| 2012年                |                             |                      |                      |                      |                      |                                                         | |      |
| 回蔚演唱會@臺北小巨蛋 | 溜溜的情歌                  | 17                   | -                    | -                    | -                    | Live Version版本                                        | Live Version版本 |      |
| 2013年                |                             |                      |                      |                      |                      |                                                         | |      |
| Somewhere I Belong    | 傾國傾城                    | -                    | 13                   | -                    | -                    |                                                         | |      |
| 莫后年代20週年世紀典藏  | 娘娘駕到                    | 4                    | -                    | -                    | -                    |                                                         | |      |
| 2015年                |                             |                      |                      |                      |                      |                                                         | |      |
| 不散，不見            | 一切安好                    | 6                    | -                    | -                    | -                    |                                                         | |      |
| Addendum              | 瑕疵                        | 1                    | 5                    | 4                    | -                    | 與麥浚龍合唱                                            | 與麥浚龍合唱 |      |
| 2016年                |                             |                      |                      |                      |                      |                                                         | |      |
|                       | 世間始終你好                | -                    | -                    | -                    | -                    | 與鄭少秋合唱 翻唱羅文與甄妮作品 DBC華語歌曲流行指數：14 | 與鄭少秋合唱 翻唱羅文與甄妮作品 DBC華語歌曲流行指數：14 |      |
| 2017年                |                             |                      |                      |                      |                      |                                                         | |      |
| 我們在中場相遇        | I Do                        | -                    | -                    | 8                    | -                    | TVB8: 2 澳門電台「華語歌曲排行榜」：1                   | TVB8: 2 澳門電台「華語歌曲排行榜」：1 |      |
| 2018年                |                             |                      |                      |                      |                      |                                                         | |      |
| 我們在中場相遇        | 如初之光                    | -                    | -                    | -                    | -                    |                                                         | |      |
| 我們在中場相遇        | 慢慢喜歡你                  | 1                    | -                    | 2                    | -                    | 香港亞洲電視「騰訊音樂流行榜」：1                       | 香港亞洲電視「騰訊音樂流行榜」：1 |      |
| 2019年                |                             |                      |                      |                      |                      |                                                         | |      |
|                       | 可惜了                      | -                    | 19                   | 8                    | -                    | 與齊秦合唱 電影《大約在冬季》主題片尾曲                 | 與齊秦合唱 電影《大約在冬季》主題片尾曲 |      |
| 派台歌曲成績（五台）  |                             |                      |                      |                      |                      |                                                         | |      |
| 唱片                  | 歌曲                        | 903                  | RTHK                 | 997                  | TVB                  | ViuTV                                                   | 備註 | 備註 |
| 2020年                |                             |                      |                      |                      |                      |                                                         | |      |
| 呼吸有害              | 呼吸有害                    | 1                    | 1                    | 1                    | 1                    | 1                                                       | 全港首支五台冠軍歌 四台冠軍歌 另派Live Version版本 TVB劇集《飛虎之雷霆極戰》主題曲 《只是不夠愛》粵語版 加拿大至 HIT 中文歌曲排行榜：6（Live Version：2） 903專業推介於2021年第2周重新上榜 |      |
| 2021年                |                             |                      |                      |                      |                      |                                                         | |      |
| The Voyage            | 因一個人而流出一滴淚        | 2                    | 3                    | ×                    | -                    | 2                                                       | |      |
|                       | 這世界那麼多人              | -                    | -                    | ×                    | ×                    | ×                                                       | 電影《我要我們在一起》主題曲 |      |
| The Voyage            | The Way You Make Me Feel    | -                    | -                    | ×                    | -                    | -                                                       | 舊曲重唱 加拿大至 HIT 中文歌曲排行榜：13 |      |
| The Voyage            | 戀一世的愛                  | -                    | -                    | ×                    | -                    | -                                                       | 舊曲重唱 |      |
| The Voyage            | 初戀                        | -                    | -                    | ×                    | -                    | -                                                       | 翻唱林志美作品 |      |
| The Voyage            | 婦女新知2021                | 4                    | 2                    | ×                    | ×                    | ×                                                       | 加拿大至 HIT 中文歌曲排行榜：1 |      |
| 2022年                |                             |                      |                      |                      |                      |                                                         | |      |
| The Voyage            | 原來...甚麼都有可能         | -                    | ×                    | 4                    | -                    | -                                                       | |      |
| 2023年                |                             |                      |                      |                      |                      |                                                         | |      |
|                       | 永生所愛                    | -                    | ×                    | -                    | -                    | -                                                       | 《大話西遊Online II》- 【蔚愛而生】廣告歌曲 |      |
| The Moonlight Trilogy | 月光光                      | -                    | ×                    | 4                    | 4                    | -                                                       | Featuring 李銖銜、MC Jin、張淇 |      |
| 2024年                |                             |                      |                      |                      |                      |                                                         | |      |
|                       | 被我弄丢的你（國）          | -                    | ×                    | -                    | ×                    | ×                                                       | 電影《被我弄丟的你》主題曲 新城國語力排行榜：1 |      |
|                       | 豹變（國）                  | -                    | ×                    | -                    | 15                   | ×                                                       | 與The Masters合唱 新城國語力排行榜：2 |      |
|                       | 一身焰火去羅馬（國）        | -                    | ×                    | -                    | 1                    | ×                                                       | 與The Masters合唱 新城國語力排行榜：2 |      |
|                       | 未濟（國）                  | -                    | ×                    | -                    | -                    | ×                                                       | 與The Masters合唱 新城國語力排行榜：2 |      |
| 2025年                |                             |                      |                      |                      |                      |                                                         | |      |
|                       | 安可（AL!VE Version）（國） | -                    | 16                   | -                    | ×                    | ×                                                       | 新城國語力排行榜：1 |      |
|                       | 歲月裡的花（國）            | -                    | 17                   | -                    | ×                    | ×                                                       | 新城國語力排行榜：2 |      |

| 各台冠軍歌總數 | 各台冠軍歌總數 | 各台冠軍歌總數 | 各台冠軍歌總數 | 各台冠軍歌總數 | 各台冠軍歌總數    | 各台冠軍歌總數    | 各台冠軍歌總數 |
| -------------- | -------------- | -------------- | -------------- | -------------- | ----------------- | ----------------- | -------------- |
| 四台a          | 903            | RTHK           | 997            | TVB            | 備註              | 備註              | 備註           |
| 四台a          | 9              | 3              | 3              | 4              | 四台冠軍歌總數：2 | 四台冠軍歌總數：2 |                |
| 五台b          | 903            | RTHK           | 997            | TVB            | ViuTV             | 備註              |                |
| 五台b          | 1              | 1              | 1              | 2              | 1                 | 五台冠軍歌總數：1 |                |

- （*）上榜中
- （-）未能上榜
- （×）沒有派往該台
- （(1)）兩週冠軍
- ^  注解a：包括2020年後的冠軍歌曲
- ^  注解b：2020年起

## 演出作品

### 電影
| 年份   | 上映日期 | 影片名稱                 | 合作演員              | 角色             | 票房                            | 備註                                                       |
| ------ | -------- | ------------------------ | --------------------- | ---------------- | ------------------------------- | ---------------------------------------------------------- |
| 2025年 |          | 寒戰1995                 |                       |                  |                                 |                                                            |
| 2024年 | 11月1日  | 焚城                     | 劉德華、白宇          | 方王惠明 Cecilia | 港澳: $4300萬 中國大陸: ¥2.58億 | 2024全年最賣座華語電影季軍 香港史上最賣座華語電影 - 第35位 |
| 2024年 | 7月20日  | 香港經典光影重塑 -《禁》 |                       | 車手             |                                 | 香港旅遊發展局 - 紀錄片                                    |
| 2016年 | 9月15日  | 大話西遊3                | 韓庚、唐嫣、鍾欣潼    | 白晶晶           | 中國大陸: ¥3.6億                | 提名：澳門國際電影節金蓮花獎最佳女配角                     |
| 2014年 | 4月29日  | 催眠大師                 | 徐峥、呂中、王耀慶    | 任小妍 / 顧潔    | 中國大陸: ¥2.73億               | 第一女主角                                                 |
| 2013年 | 7月5日   | 太極俠                   | 基努·李維、陳虎       | 孫靖詩           | 全球: US$500萬                  | 第一女主角                                                 |
| 2013年 | 2月10日  | 越來越好之村晚           | 佟大為                | 耿直女友         |                                 | 客串                                                       |
| 2011年 | 11月24日 | 東成西就2011             | 陳奕迅、鍾鎮濤        | 鍾曉明 Sammi     | 中國大陸: ¥8千萬                | 提名：香港電影評論學會大獎最佳女演員                       |
| 2011年 | 11月17日 | 東成西就大冒險           | 房祖名、方力申        | 莫文蔚           | 網上首播                        | 網易微電影 -《東成西就2011》番外篇                         |
| 2011年 | 4月8日   | 萬有引力                 | 戴立忍                | 阿美             |                                 | 單元3：「背叛」 - 第一女主角                               |
| 2011年 | 1月6日   | 一路有你                 | 古天樂、黃奕、車婉婉  | 陳詠珊 Susan     |                                 | 第一女主角                                                 |
| 2010年 | 4月15日  | 杜拉拉升職記             | 徐静蕾、黄立行        | 玫瑰 Rose        | 中國大陸：¥1.2億                | 提名：華鼎獎、大眾電影百花獎最佳女配角                     |
| 2008年 | 10月30日 | 棺材                     | 連凱、阿南達·艾華靈漢 | Zoe              |                                 | 泰國電影，第一女主角                                       |
| 2008年 | 4月25日  | 祕岸                     | 曾志偉、陳奕迅        | 蘇丹             |                                 | 第一女主角                                                 |
| 2007年 | 8月30日  | 花樣杜可風               | 杜可風、王家衛        | 莫文蔚           |                                 | 杜可風電影 - 法國紀錄片                                    |
| 2007年 | 6月14日  | 老港正傳                 | 黃秋生、鄭中基        | 陸敏             |                                 | 提名：金雞獎、香港電影金像獎最佳女配角                     |
| 2006年 | 11月30日 | 沖出水世界               | 古天樂、秦沛          | Rita Malone      |                                 | 動畫配音                                                   |
| 2006年 | 4月20日  | 四大天王                 | 吳彥祖、尹子維        | 莫文蔚           |                                 | 樂隊 - Alive偽紀錄片                                       |
| 2005年 | 9月29日  | 童夢奇緣                 | 劉德華、黃日華        | 徐敏             | 香港: $2000萬                   | 提名：香港電影金像獎最佳女主角                             |
| 2005年 | 1月6日   | 龍刀奇緣                 | 馮德倫、吳彥祖        | 盈盈             | 香港: $27萬                     | 粵、國、英配音 (全球首部3D動畫功夫電影)                    |
| 2004年 | 6月16日  | 環遊世界八十天           | 成龍、史提夫·庫甘     | General Fang     | 全球: US$7200萬                 | 美國電影，第二女主角                                       |
| 2004年 | 4月8日   | 大佬愛美麗               | 陳奕迅、吳彥祖        | 雷玉環 Julie     | 香港: $1000萬                   | 第一女主角                                                 |
| 2003年 | 11月27日 | 愛在陽光下               | 古天樂、Boyz          | 女大廚           |                                 | 世界愛滋病日 － 音樂電影                                   |
| 2003年 | 3月8日   | 千機變                   | 成龍、林尚義          | Ivy              | 香港: $2800萬                   | 客串（年度最賣座香港影片亞軍）                             |
| 2002年 | 11月1日  | 極地營救                 | 邵兵                  | 項莉             |                                 | 中國大陸電影，第一女主角                                   |
| 2002年 | 9月6日   | 夕陽天使                 | 舒淇、趙薇            | 江日紅           |                                 | 三大女主角之一                                             |
| 2002年 | 9月6日   | Office有鬼               | 馮德倫、舒淇、衛志豪  | 阿Pat            | 香港: $192萬                    | 單元1：「最後一格」 - 女主角                               |
| 2002年 | 5月30日  | 豬扒大聯盟               | 陳小春、李嘉欣        | 苏眉             | 香港: $313萬                    | 第二女主角                                                 |
| 2001年 | 9月27日  | 絕世好Bra                | 古天樂                | Shirley          | 香港: $1800萬                   | 客串（年度最賣座香港影片第6位）                            |
| 2001年 | 7月12日  | 亞特蘭提斯：失落的帝國   | 陳奕迅、林曉峰        | 姬塔公主         |                                 | 配音，華特迪士尼動畫                                       |
| 2001年 | 7月5日   | 少林足球                 | 周星馳、張柏芝        | 玉面雙飛龍       | 香港: $6000萬                   | 客串（年度最賣座香港影片總冠軍）                           |
| 2001年 | 4月10日  | 九龍冰室                 | 鄭伊健、李彩樺        | 潘艷紅 Helen     | 香港: $530萬                    | 第一女主角                                                 |
| 2001年 | 2月8日   | 走到底                   | 姜武、張震嶽          | 莫莉             |                                 | 中國大陸電影，第一女主角                                   |
| 2000年 | 10月19日 | 飆車之車神傳說           | 王傑、邵美琪          | 張曼玉 Suki      | 香港: $114萬                    | 第一女主角                                                 |
| 2000年 | 10月19日 | 流氓師表                 | 張家輝、蒙嘉慧        | 德嫻修女         | 香港: $87萬                     | 客串                                                       |
| 2000年 | 7月28日  | 鐵達尼童話之旅           | 黃子華、杜國威        | Angelica         |                                 | 動畫配音                                                   |
| 2000年 |          | 特技猛龍                 | 羅禮賢、周星馳        | 莫文蔚           | 影碟發行                        | 羅禮賢紀錄片                                               |
| 2000年 |          | 無煙草電影- 煙飛煙滅     | 張國榮、梅艷芳        | Karen            | 電視首播                        | 第二女主角，張國榮首部執導電影                             |
| 2000年 |          | 龍火                     | 葛民輝、張學友        | 時裝售貨員       | 影碟發行                        | 客串                                                       |
| 1999年 | 9月23日  | 心動                     | 金城武、梁詠琪        | 陳莉             | 香港: $1200萬                   | 提名：香港電影金紫荊獎最佳女配角                           |
| 1999年 | 2月13日  | 喜劇之王 (1999年電影)    | 周星馳、張柏芝        | 杜鵑兒           | 香港: $2980萬                   | 第一女主角（年度最賣座香港影片總冠軍）                     |
| 1997年 | 12月13日 | 初纏戀后的二人世界       | 金城武、葛民輝        | 趙美娜           |                                 | 提名：香港電影評論學會大獎最佳女演員                       |
| 1997年 | 11月13日 | 熱血最強                 | 楊采妮、古巨基        | Shirley Lau      | 香港：$490萬                    | 提名：香港電影評論學會大獎最佳女演員                       |
| 1997年 | 8月1日   | 算死草                   | 周星馳、葛民輝        | 呂忍 Wu-Man      | 香港: $2700萬                   | 第一女主角（年度最賣座香港影片第4位）                      |
| 1997年 | 7月10日  | 大力士                   | 古巨基                | Megara           |                                 | 動畫配音                                                   |
| 1997年 | 5月15日  | 我愛廚房                 | 陳小春、羅家英        | Jenny            | 香港: $130萬                    | 第二女主角                                                 |
| 1997年 | 3月28日  | 97古惑仔之戰無不勝       | 鄭伊健、陳小春        | 林淑芬 Wasabi    | 香港: $1570萬                   | 第二女主角                                                 |
| 1997年 |          | 知解時空                 | 杜德偉、周華健        | 節目主持人       | 電視首播                        | 杜德偉專輯「知解」迷你電影                                 |
| 1996年 | 12月21日 | 食神                     | 周星馳、吳孟達        | 火雞 / 觀音      | 香港: $4000萬                   | 提名：金像獎、金馬獎最佳女主角                             |
| 1996年 | 11月28日 | 色情男女                 | 張國榮、舒淇          | May              | 香港: $1100萬                   | 第一女主角                                                 |
| 1996年 | 11月9日  | 黑俠                     | 李連杰、劉青雲        | 崔蒔 Tracy       | 香港: $1300萬                   | 第一女主角                                                 |
| 1996年 | 10月31日 | 四面夏娃                 | 吳君如、葛民輝        | 現代女奴         | 香港: $140萬                    | 單元2：「食風贊嬌」 - 第二女主角                           |
| 1996年 | 9月27日  | 飛虎雄心2之傲氣比天高    | 張智霖、陳曉東        | 曲尺 Karen       | 香港: $430萬                    | 第一女主角                                                 |
| 1996年 | 6月29日  | 古惑仔3之隻手遮天        | 鄭伊健、陳小春        | 林淑芬 Wasabi    | 香港: $1950萬                   | 第二女主角（年度最賣座香港影片第10位）                     |
| 1996年 | 6月7日   | 四個32A和一個香蕉少年    | 李麗珍、李蕙敏        | Patricia         | 香港: $1100萬                   | 第二女主角                                                 |
| 1996年 | 3月21日  | 古惑女之決戰江湖         | 李麗珍、吳鎮宇        | 陳麗雲 Van仔     | 香港: $800萬                    | 第二女主角                                                 |
| 1996年 |          | wkw/tk/1996@7'55"hk.net  | 浅野忠信              |                  |                                 | 王家衛導演 - 10分鐘短片                                    |
| 1995年 | 9月21日  | 墮落天使                 | 黎明                  | 天使5號          | 香港: $740萬                    | 榮獲：金像獎、金紫荊獎最佳女配角                           |
| 1995年 | 7月28日  | 救世神棍                 | 梁朝偉、陳小春        | Joan             | 香港: $1000萬                   | 提名：香港電影評論學會大獎最佳女演員                       |
| 1995年 | 7月6日   | 回魂夜                   | 周星馳、黃一飛        | 阿群             | 香港: $1600萬                   | 提名：香港電影評論學會大獎最佳女演員                       |
| 1995年 | 2月4日   | 齊天大聖西遊記           | 周星馳、吳孟達        | 白晶晶/ 媚娘     | 香港：$2090萬                   | 年度最賣座香港影片第8位                                    |
| 1995年 | 1月21日  | 齊天大聖東遊記           | 周星馳、藍潔瑛        | 白骨精/白晶晶    | 香港：$2500萬                   | 第二女主角（年度最賣座香港影片第6位）                      |
| 1994年 | 11月10日 | 清官難審                 | 何家勁、魯文傑        | 戴安娜 Diana     | 香港：$100萬                    | 第二女主角，首部主演電影                                   |
| 1993年 | 7月24日  | 廣東五虎之鐵拳無敵孫中山 | 關淑怡、王馨平        | 女權革命人士     | 香港：$500萬                    | 客串，首部參演電影                                         |

### 電視劇
- 1993年 香港電台單元劇：《光影我城》- 新獨居時代，飾演：Joe女友
- 1995年 香港電台單元劇：《光影我城》- 男女之間，飾演：Michelle
- 2001年 華視偶像劇：《烈愛傷痕（日语：恋のめまい愛の傷#TVドラマ）》，飾演：更纱
- 2006年 無綫電視喜劇：《老馮日記》第8集，飾演：莫文蔚

### 電視節目主持
- 1993年：無綫電視翡翠台《Sunday新地带》
- 1995年：香港電台《普通話戲中戲》
- 1997年：第二十屆十大中文金曲
- 2007年：第1屆亞洲電影大獎
- 2008年：無綫電視翡翠台、香港電台《不死傳奇 - 張國榮》
- 2009年：2008年MTV亞洲大獎（與傑瑞德·萊托共同主持）
- 2010年：now寬頻電視《一個地球（45-49集）》（與洪永城共同主持）

### 綜藝節目
- 2016年《我们来了第一季》
- 2016年《天籟之戰》
- 2017年《天籟之戰 （第二季）》
- 2018年4月17日《我想和你唱（第三季） - 第四期》》
- 2021年5月15日《ViuTV - 下一幕‧文蔚》
- 2021年10月29日 《披荊斬棘的哥哥》總決賽
- 2023年《聲生不息·寶島季》

### MV
- 1993年 李克勤《回首》
- 1995年 張學友《望月》
- 1996年 黎 明《色情男女》
- 1996年 張國榮《红》《偷情》
- 2001年 張學友《结束不是我要的结果》

### 舞臺劇
- 2004年：香港藝術文化節舞臺劇《再生緣》飾演：張愛玲
- 2006年：百老匯音樂劇《吉屋出租》10周年亞洲巡迴（韓國、新加坡、北京、香港、臺北）飾演：咪咪（Mimi）
- 2010年：森美小儀歌劇團《Prison De Ballet》飾演：神的使者（客串）

### 廣播劇
- 1998年：商業電台 -《芝See菇Be Family之聖誕粗粗地》聲演：莫文蔚
- 2000年：新城電台 -《阿諾的方舟》聲演：潘毅兵
- 2001年：新城電台 -《天使愛人》聲演：Angel
- 2003年：新城電台 -《都市情色之愛有無問題》聲演：沈二小姐 Karen
- 2003年：新城電台 -《尋覓四分三世紀幸福鑽環》聲演：水水
- 2006年：商業電台 -《黃金少年 Season 1》聲演：林淑玲
- 商業電台 -《蘭桂坊早餐》聲演：艾文英 Cherry

### 個人展覽
- 莫后年代 － 莫文蔚20週年展覽（中環置地廣場）（2013年）
- 看看世界 / 不散不見 － 莫文蔚攝影展（香港、北京、台北、武漢、上海、新加坡）
- 莫后光年展 － 莫文蔚30週年展覽（香港、北京、台北、上海、成都、長沙）（2023年- 2024年）

### 個人記錄片
莫文蔚首個個人記錄片- A Star is Born （页面存档备份，存于）由香港明周雜誌 （页面存档备份，存于）拍攝，影片更邀請莫文蔚好友林家謙作聲音導航，記錄片講述學生時代的Karen是一個怎樣喜歡挑戰自己的學生，到入行後面對不同音樂的想法，片中更首次提及離開香港多年後回港的終極目標。影片於明周Youtube （页面存档备份，存于）平台上演，片長49分鐘。

## 演唱會

### 售票演唱會
- 好莫文蔚巡迴演唱會（2000－2001年）（4場）
- 中國Live巡迴演唱會（2003年）（2場）
- 極度莫文蔚巡迴演唱會（2005－2006年）（8場）
- 回蔚莫文蔚巡迴演唱會（2009－2011年）（7場）
- 莫後年代莫文蔚20週年巡迴演唱會（2013－2015年）（28場）
- 看看世界巡迴演唱會（2015－2016年）（27場）
- 絕色莫文蔚25周年世界巡迴演唱會（2018－2021年）（48場）
- 大秀一場（2024年－2025年）（12場）

## 獎項紀錄
莫文蔚以香港女歌手身份於臺灣金曲獎創下多項驕人紀錄。她是首位奪得《最佳國語女歌手獎》及《最佳國語專輯獎》，亦是首位兩度奪得「金曲歌后」的香港女歌手：包括於2003年及2011年分別憑藉專輯《I》及《寶貝》獲得歌后，以及於2008年憑藉專輯《拉活》獲得最佳國語專輯獎。莫文蔚至今以個人名義於金曲獎獲得超過15項提名：包括7次最佳國語女歌手、6次最佳國語專輯，是金曲獎史上入圍該二獎項次數最多的香港女歌手。
她亦多次於中國大陸、香港、澳門、臺灣、新加坡等地奪得《亞洲女歌手》，《最受歡迎女歌手》，《最佳女歌手》，《年度歌曲》以及《最佳專輯》等獎項，包括：華語音樂傳媒大獎、全球華語音樂榜中榜、CCTV-MTV音樂盛典、中國歌曲排行榜、十大中文金曲、TVB8金曲榜頒獎典禮、新城勁爆頒獎禮、新加坡金曲獎、亞洲音樂節、MTV亞洲大獎等頒獎禮。至今已經獲得超過300座音樂、電影、時尚的獎項及提名。她亦是第一位囊括台灣、香港、中國大陸、新加坡等四地頒獎禮的「最佳歌手」獎項的香港女歌手。
電影方面，莫文蔚憑電影《墮落天使》奪得《香港電影金像獎最佳女配角》及《香港電影金紫荊獎最佳女配角》，以及憑電影《食神》、《童夢奇緣》榮獲提名《香港電影金像獎最佳女主角》；當中《食神》更榮獲提名《金馬獎最佳女主角》；6度提名《香港電影評論學會大獎最佳女演員》，7度提名中、港、澳等地頒獎禮的「最佳女配角」。